# RNDIS
RNDIS（Remote Network Driver Interface Specification，远程网络驱动接口规范）是一个通信协议。它是微软公司的专利协议，被大多数Windows、Linux和Unix系统所支持。它主要使用USB协议作为其下层传输，它向上层提供虚拟的以太网连接。

## 概况
微软公开提供该协议的部分标准文档，但在Windows系统上的实现并不完全符合该标准：它具有一些文档中未定义的请求消息和限制条件。
该协议依赖Windows的编程接口和模型，例如Windows系统特有的NDIS协议。尽管如此，Linux、FreeBSD、NetBSD和OpenBSD仍然为其提供了原生支持。
USB开发者论坛已定义了至少3种功能与RNDIS类似（通过USB提供虚拟的以太网接口/连接）的非专利USB通信设备类，其中CDC-ECM的出现早于RNDIS，但它不被Windows系统所支持。
一些安卓系统提供对RNDIS（下层使用USB）的支持。

## 关联条目
- NDIS
- USB承载以太网（英语：Ethernet over USB）